# 抹土干
抹土干（？—1221年），又作木阿秃干、莫图根，蒙古帝国皇族，成吉思汗的孙子，察合台的嫡长子。
成吉思汗非常喜欢抹土干，1221年九月，成吉思汗西征花剌子模，进攻八米俺（巴米扬），抹土干中箭而亡。成吉思汗大怒，城破之后，所有生灵全部屠杀，改当地名为卯库尔干。察合台不知道抹土干之死。一天，成吉思汗和儿子们一起吃饭，成吉思汗假装发怒，察合台吓得伏地叩头，说如果不听从父命就死。成吉思汗问：“你说的是真的？”察合台说自己不敢乱讲。成吉思汗于是告知他抹土干之死，不让他悲哀。察合台听到之后忍下眼泪，还像之前那样陪着父亲吃饭，随后出营，在野外痛哭一场才回来。

## 家庭
- 长子：拜珠（一说不戴），《史集》称不只为抹土干的曾孙，抹土干之子拜珠、拜珠之子土丹、土丹之子不只。
- 次子：不里，不里为秃里帖木儿的祖父。
- 三子：也孙脱，八剌的父亲，笃哇的祖父。
- 四子：哈剌旭烈

## 资料来源
- 《新元史》卷一百七·列传第四 太祖诸子二